# Капустянський Іван Назарович
Капустянський Іван Назарович (псевд. Іван К-й, Ів. К., Ж. Шунський, Янек, 18 вересня 1894 — 24 листопада 1937) — український літературознавець, журналіст, критик, бібліограф, музейний та архівний працівник, педагог. Жертва сталінського терору.

## Життєпис
Народився в селі Рокити 18 вересня 1894 року. Походив з родини дяка. Навчався у Лубенському духовному училищі, Полтавській духовній семінарії та Ніжинському історико-філологічному інституті. Протягом 1916—1918 рр. служив у війську, деякий час працював у навчальних закладах на Чернігівщині і Полтавщині. У 1919 р. затверджений професорським стипендіатом при Київському університеті Св. Володимира.
У квітні 1919 р. переїхав до Прилук і був призначений головою повітового Комітету охорони пам'яток мистецтва і старовини (повіткопміс), який фактично поклав початок архівному будівництву в регіоні. Його нечисленні співробітники взяли під охорону найбільші архівосховища міста — Прилуцької міської думи, Прилуцького повітового земства, Прилуцького повітового голови дворянства.
Надрукував у місцевому часописі «Гасло» статтю-відозву «Вивчайте архіви Прилуччини», у якій наголосив на необхідності зберегти для нащадків документальні пам'ятки, що мають виняткове значення для розвитку науки і культури. У грудні 1919 р. заснував і очолив повітовий історико-краєзнавчий «Музей Прилуччини», якому, зокрема, належало близько 50 рукописних книг XVII—XIX ст., у тому числі 4 збірки історичного змісту, що походили з бібліотеки відомого історика XVIII ст. С. Лукомського.
Вживалися також заходи щодо збереження волосних та монастирських архівів, бібліотек і колекцій, що залишились без догляду у поміщицьких маєтках. Було, зокрема, врятовано й описано архів Густинського монастиря. З його ініціативи у лютому 1920 р. створено унікальний музей у колишньому маєтку Галаганів у с. Сокиринці. Один з фундаторів громадського «Товариства по дослідженню міста Прилук та його повіту», що діяло впродовж 1919—1920 рр. у складі археологічної та археографічної секцій. Викладав історію української літератури в Прилуцькому народному університеті.
Влітку 1921 р. обійняв посаду голови Полтавського губернського Комітету охорони пам'яток мистецтва і старовини (губкопмісу). Водночас викладав у Полтавському інституті народної освіти. Організатор Полтавської філії Спілки селянських письменників «Плуг». У липні 1923 р. переїхав до Харкова, аби продовжити навчання в аспірантурі. Згодом працював науковим співробітником в Інституті літератури ім. Т. Г. Шевченка, брав активну участь в літературно-мистецькому житті.
У 1919 році в місті Прилуки за участю Капустянського вийшли два номери журналу «Гасло». Один з них було присвячено 150-річчю від дня народження І. Котляревського, у другому опубліковано нариси, етюди, оповідання та рецензії.
Протягом 1921–1925 років — доцент Полтавського інституту народної освіти, пізніше — співробітник Інституту ім. Т. Шевченка. Викладав українську мову.
У 20-х роках організував в Полтаві філію Спілки селянських письменників «Плуг».
У липні 1933 р. звільнений з роботи, а в грудні 1934 р. заарештований НКВС по звинуваченню у приналежності до міфічної «контрреволюційної організації, що проводила роботу, спрямовану на організацію терористичних актів проти керівництва партії і Радянської влади».
У червні 1935 р. засуджений до п'ятирічного ув'язнення у виправно-трудових таборах.
Помер 24 листопада 1937 р. у виправно-трудовому таборі й похований поблизу м. Чиб'ю республіки Комі. В «Українській радянській енциклопедії» датою його смерті неправдиво було подано 1939 рік.
Посмертно реабілітований 21 червня 1989 р.

## Доробок
Перу Капустянського належать такі праці: «Нова українська революційна проза» (1924), «Соціальна пісня на українському ґрунті» (1924), «Учительство в українській літературі» (1925), «Валеріан Поліщук» (1925), «Плужанська творчість» (1926), «Лекції з історії української літератури» (1929). Капустянський є автором передмов до книг Люціани Піонтек, В. Ярини, Я. Ковальчук та інших. В журналах «Червоний шлях», «Плужанин», «Красное слово», «Шлях освіти», «Шквал», газеті «Вісті» Капустянський публікував статті, присвячені життю і творчості Григорія Сковороди, Леоніда Глібова, Івана Франка, Павла Тичини, Петра Панча, Івана Сенченка та інших. Капустянський є упорядником і співредактором повної збірки творів Леоніда Глібова (т. 1-2, 1927).
Капустянський — один із перших теоретиків української радянської літератури. У своїх творах Капустянський пробував осмислити значення класичної української літератури в контексті нових соціально-політичних та культурних реалій.